# Star Trek: First Contact
Star Trek: First Contact (Brasil: Jornada nas Estrelas: Primeiro Contato / Portugal: Star Trek: O Primeiro Contacto) é um filme norte-americano de ficção científica lançado em 1996 dirigido por Jonathan Frakes, escrito por Brannon Braga e Ronald D. Moore, e produzido por Rick Berman. É o oitavo longa-metragem da franquia Star Trek e o segundo a ser estrelado pelo elenco da série Star Trek: The Next Generation. Na história, a tripulação da USS Enterprise-E viaja no tempo de volta ao século XXI para salvar o futuro depois dos Borg terem conquistado a Terra e alterado a linha temporal.
A Paramount Pictures pediu aos roteiristas Braga e Moore logo depois do lançamento de Star Trek Generations para que eles começassem a desenvolver uma sequência. Os dois queriam colocar os Borg no enredo, enquanto Berman desejava uma história que envolvesse viagem no tempo. Eles combinaram as duas ideias; inicialmente o filme se passaria na Europa durante o Renascimento, porém isso foi alterado para meados do século XXI por temerem que o Renascimento seria algo muito exagerado. Frakes foi escolhido para direção depois de dois outros diretores terem recusado a oferta e também a fim de garantir que a tarefa ficasse com alguém que compreendia Star Trek. Este foi o primeiro filme dirigido pelo ator.
O roteiro pedia a criação de novos desenhos de naves estelares, incluindo uma nova USS Enterprise. O diretor de arte Herman Zimmerman e o ilustrador John Eaves colaboraram para fazer uma nave mais elegante que sua predecessora. As filmagens começaram em locações no Arizona e Califórnia, em seguida mudando-se para os estúdios da Paramount. Os Borg foram redesenhados com o objetivo de fazer parecer que eles eram convertidos em máquinas de dentro para fora; as novas maquiagens demoravam quatro vezes mais para aplicar do que durante a série. A Industrial Light & Magic produziu os efeitos visuais do filme, correndo para terminá-los em apenas cinco meses. Técnicas tradicionais de efeitos óticos foram substituídas por imagens geradas por computador. Jerry Goldsmith e seu filho Joel Goldsmith colaboraram na criação da música.
First Contact estreou em 22 de novembro de 1996, sendo o filme de maior arrecadação na América do Norte durante aquele fim de semana. Ele ganhou 92 milhões de dólares nos Estados Unidos e mais 54 milhões no resto do mundo, para um total de bilheteria de 146 milhões. A recepção da crítica foi em sua maior parte positiva; críticos como Roger Ebert o consideraram como o melhor longa da franquia Star Trek. Os Borg e os efeitos foram elogiados, enquanto as caracterizações foram menos uniformemente avaliadas. Ele foi indicado ao Oscar de Melhor Maquiagem e venceu três Prêmios Saturno. Análises acadêmicas focaram-se na natureza dos Borg e nos paralelos entre o capitão Jean-Luc Picard e o capitão Ahab de Moby Dick.

## Enredo
O capitão Jean-Luc Picard acorda de um pesadelo em que ele revive sua assimilação pelos cibernéticos Borg seis anos antes. A Frota Estelar lhe informa de um novo ataque dos Borg contra a Terra, porém ordena que a recém comissionada USS Enterprise-E fique patrulhando a Zona Neutra Romulana com o objetivo de não adicionar um "elemento instável" à luta. A tripulação desobedece suas ordens ao descobrir que a Frota Estelar está perdendo a batalha, partindo para a Terra e encontrando um único Cubo Borg atacando as outras naves estelares. A Enterprise chega em tempo de resgatar a tripulação da USS Defiant, comandada pelo tenente-comandante Worf. Picard ouve as comunicações dos Borg em sua cabeça e ordena que toda a frota restante concentre seu poder de fogo em uma seção aparentemente não vital do cubo. A nave Borg é destruída, porém ela lança uma nave esférica menor que segue em direção ao planeta.
A esfera Borg cria um vórtice temporal e entra nele. A Enterprise também é pega pelo vórtice e a tripulação brevemente vê a Terra sendo populada inteiramente pelos Borg. Picard percebe que eles usaram viagem temporal a fim de alterar a história, ordenando que a Enterprise siga atrás. A tripulação chega no passado em 4 de abril de 2063, um dia antes da espécie humana realizar seu primeiro contato com alienígenas após o histórico primeiro voo de dobra de Zefram Cochrane. A esfera Borg dispara contra o planeta, porém a Enterprise consegue destruí-la; a tripulação percebe que os Borg estavam tentando impedir o primeiro contato e enviam uma equipe avançada para um complexo de mísseis em Montana onde Cochrane está construindo sua nave, a Phoenix. Beverly Crusher envia Lily Sloane, a assistente de Cochrane, à Enterprise para receber cuidados médicos. Picard também volta para a nave e deixa seu primeiro oficial o comandante William Riker na Terra com o objetivo de garantir que a Phoenix realize seu voo como planejado. A tripulação da Enterprise vê Cochrane como uma lenda e ídolo, porém o homem de verdade está relutante em assumir seu papel histórico.
Borg sobreviventes invadem a Enterprise e começam a assimilar sua tripulação e modificar a nave, planejando usá-la para atacar e conquistar a Terra. Picard e uma equipe tentam alcançar a engenharia e derrotar os Borg usando um líquido refrigerante do núcleo de dobra, porém o andróide Data é capturado e levado diante da rainha da coletividade Borg, que conquista sua confiança ao lhe dar enxertos de pele humana. Lily consegue escapar e encontra Picard, com os dois fugindo de uma área infestada através do holodeque. Picard, Worf e o piloto tenente Hawk conseguem impedir que os Borg chamem reforços com a antena defletora da Enterprise, porém este último é assimilado. Os Borg continuam avançando e Worf sugere que eles iniciem a sequência de auto-destruição da nave, porém Picard fica nervoso, o chama de covarde e jura lutar até o fim. Lily o confronta e cita o capitão Ahab do romance Moby Dick a fim de fazê-lo perceber que está agindo irracionalmente. Picard ativa a auto-destruição, ordena que a tripulação abandone a nave e pede desculpas a Worf. A tripulação é evacuada, porém o capitão fica para trás a fim de resgatar Data.
Cochrane, Riker e o engenheiro tenente-comandante Geordi La Forge preparam-se para ativar o motor de dobra da Phoenix ao mesmo tempo que Picard confronta a Rainha Borg, com esse descobrindo que Data adquiriu uma nova gama de emoções graças aos enxertos de pele. Ela lhe concedeu essa modificações como presentes esperando conseguir os códigos de encriptação do computador da Enterprise. Picard se oferece no lugar de Data, porém o andróide recusa-se a partir. Ele desativa a sequência de auto-destruição e dispara torpedos contra a Phoenix, porém eles erram o alvo e a Rainha Borg percebe que foi traída. Data destrói um tanque de refrigeração e a substância corrosiva fatalmente dissolve os componentes biológicos dos Borg. Cochrane consegue completar seu voo de dobra e vulcanos pousam na Terra na noite de 5 de abril de 2063 atraídos pelo voo da Phoenix. Tendo reparado a linha do tempo, a Enterprise retorna para o século XXIV.

## Elenco

O elenco principal de Star Trek: First Contact. Em pé: Brent Spiner, LeVar Burton, Gates McFadden e Michael Dorn. Sentados: Jonathan Frakes, Patrick Stewart e Marina Sirtis.

- Patrick Stewart como Jean-Luc Picard, o capitão da USS Enterprise-E que é atormentado por seu tempo passado dentro da Coletividade Borg. Stewart foi um dos pouquíssimos membros do elenco que teve um papel importante no desenvolvimento do roteiro, contribuindo com suas ideias e sugestões.[5] Picard mudou do "personagem movido pela angústia visto anteriormente [pelos espectadores]" para um tipo de herói de ação, com Stewart também comentando que ele estava muito mais fisicamente ativo no filme quando comparado a suas representações anteriores.[6]
- Jonathan Frakes como William Riker, o primeiro oficial da Enterprise. Frakes afirmou que não teve muitas dificuldades em atuar e dirigir ao mesmo tempo, já tendo feito o mesmo durante a série de televisão.[7]
- Brent Spiner como Data, o oficial de operações da Enterprise. Rumores falsos começaram a se espalhar antes do lançamento do filme dizendo que boa parte da pele de Data tinha sido removida ao final da história com o objetivo de permitir que o outro ator interpretasse o personagem futuramente.[8]
- LeVar Burton como Geordi La Forge, o oficial engenheiro chefe da Enterprise. O personagem é cego e por isso ele usou um visor especial para conseguir enxergar durante a série e o filme anterior. Burton por muito anos pediu para que o visor de seu personagem fosse substituído a fim do público poder ver seus olhos, já que o "filtro de ar" usado impedia isso e limitava sua atuação. Ronald D. Moore finalmente concordou e deu ao personagem implantes oculares que nunca foram explicados no filme além de mostrar que eram artificiais.[5]
- Michael Dorn como Worf, o oficial comandante da USS Defiant e oficial chefe de segurança da Enterprise. Dorn na época fazia parte do elenco da série Star Trek: Deep Space Nine e por isso sua primeira aparição no filme é a bordo da Defiant. A nave é muito danificada, porém é afirmado que ela pode ser recuperada. Uma versão inicial do roteiro pedia que a Defiant fosse destruída, porém o produtor executivo Ira Steven Behr de Deep Space Nine foi contra a destruição da nave e a ideia foi abandonada.[9]
- Gates McFadden como Beverly Crusher, a oficial médica chefe da Enterprise. A atriz considerou que as mulheres de Star Trek finalmente estava no mesmo nível dos homens: "Tivemos um longo caminho desde que Majel Barrett ficou presa na enfermaria como a enfermeira Chapel nos [anos 1960] e teve que tingir seu cabelo de loiro".[10]
- Marina Sirtis como Deanna Troi, a conselheira da Enterprise. A atriz tinha saudades de trabalhar na série de televisão e estava bem ciente que as expectativas e apostas estavam altas para First Contact: "nós estávamos com medo que as pessoas acreditassem que não conseguiríamos sem o elenco original".[11]
- Alfre Woodard como Lily Sloane, a assistente de Cochrane. A atriz foi uma das primeiras pessoas que Frakes conheceu quando este se mudou para Los Angeles. Woodard afirmou durante um churrasco que ela tornaria-se a madrinha de Frakes, que não tinha uma. Foi através dessa relação que ele conseguiu escalar Woodard no filme; o ator/diretor considerou que a contratação de uma atriz indicada ao Oscar era um "golpe".[12] A atriz achou que Lily era a personagem mais parecida consigo mesma de todos os papéis que já tinha interpretado até então.[13]
- James Cromwell como Zefram Cochrane, o piloto e criador da primeira nave de dobra da Terra. O personagem já havia aparecido no episódio "Metamorphosis" da série original, interpretado por Glenn Corbett.[14] O Cochrane de Cromwell é muito mais velho e não tem nenhuma semelhança com o de Corbett, algo que não incomodou os roteiristas.[15] Eles queriam representar o personagem como alguém passando por uma grande transição; ele começa como um bêbado cínico e egoísta que muda pelos personagens que conhece ao longo do filme.[9] Apesar de Cochrane ter sido escrito com Cromwell em mente, Tom Hanks, um grande fã de Star Trek, foi inicialmente abordado pela Paramount Pictures, porém ele teve de recusar por estar comprometido com That Thing You Do!.[14] Frakes comentou que teria sido um erro escalar Hanks por ele ser muito conhecido.[16] Cromwell tinha uma longa associação com a franquia, tendo aparecido em episódios de Star Trek: The Next Generation e Deep Space Nine. Segundo Frakes, o ator "realmente veio e fez o teste [...] Ele arrasou".[17] Cromwell descreveu seu método de interpretação como sempre interpretar si mesmo.[18]
- Alice Krige como a Rainha Borg. A escolha para este papel demorou já que a atriz precisava ser sensual, perigosa e misteriosa. Frakes escolheu Krige depois de descobrir que ela tinha todas essas características, tendo ficado impressionado com sua performance no filme Ghost Story.[9] O diretor considerou a personagem como a vilã de Star Trek mais sensual de todos os tempos.[12] Krige passou por muito desconforto durante as filmagens; seu figurino era apertado e isso causou bolhas em seu corpo, enquanto as lentes de contato prateadas eram dolorosas e só podiam ser usadas durante quatro minutos de cada vez. A atriz mesmo assim mais tarde retornaria ao papel em "Endgame", o último episódio da série Star Trek: Voyager.[19]
- Neal McDonough como Sean Hawk, o piloto da Enterprise que ajuda em sua defesa até ser assimilado e morto. O ator foi realista sobre seu papel como um "camisa vermelha" descartável, dizendo que já que um dos personagens precisaria morrer na batalha da antena defletora, "esse seria eu".[18]

First Contact foi o primeiro filme da franquia Star Trek a não possuir nenhum membro do elenco da série original; ao invés disso, o elenco principal de The Next Generation ocupa todos os papéis de destaque. O longa também possui rápidas aparições de muitos personagens recorrentes da série; Dwight Schultz volta em seu papel de tenente Reginald Barclay, enquanto Patti Yasutake também retorna como a enfermeira Alyssa Ogawa. Whoopi Goldberg não recebeu oferta para voltar como Guinan, uma bartender cujo planeta natal foi destruído pelos Borg. Goldberg só descobriu sobre a decisão através dos jornais, comentando "O que posso dizer? Eu queria fazer porque eu não achei que você poderia fazer qualquer coisa com os Borg sem [minha personagem] ... mas aparentemente você pode, então eles não precisam de mim". Michael Horton aparece como um estoico e ensanguentado tripulante da Enterprise; seu personagem receberia o nome de Daniels em Star Trek: Insurrection.
O terceiro rascunho do roteiro adicionou pontas de dois atores da série Voyager. Robert Picardo aparece como o Holograma Médico de Emergência da Enterprise; o ator interpretou o Doutor holográfico no programa de televisão. Sua fala "Eu sou um médico, não um batente de porta" é uma referência ao personagem Leonard McCoy da série original de Star Trek. Já Ethan Phillips, interprete de Neelix, aparece em First Contact como o maître do clube noturno na sequência do holodeque. Phillips contou que os produtores queriam que os fãs ficassem se perguntando se aquela era a pessoa que fazia o papel de Neelix, assim ele não foi creditado; "Foi apenas uma espécie de brincadeira". Existiram rumores incorretos durante a produção que Avery Brooks também faria uma ponta como o capitão Benjamin Sisko de Deep Space Nine.

## Produção

### Desenvolvimento
A Paramount Pictures decidiu em fevereiro de 1995 produzir um novo filme da franquia Star Trek, apenas dois meses depois do lançamento de Star Trek Generations, com o objetivo de lançá-lo no final de 1996. O estúdio queria que a história fosse escrita pelos roteiristas Brannon Braga e Ronald D. Moore, que escreveram o longa anterior e vários episódios da série Star Trek: The Next Generation. O produtor Rick Berman disse à dupla que ele queria que os dois pensassem em criar uma história que envolvesse viagem no tempo. Enquanto isso, Braga e Moore desejavam utilizar os Borg. Moore mais tarde comentou que "Desde o começo, nós dissemos que talvez pudéssemos fazer os dois, os Borg e viagem no tempo". Os Borg não tinham sido vistos com força total desde as duas partes do episódio "The Best of Both Worlds", nunca tendo aparecido frequentemente na série por causa de limitações orçamentárias e pelo temor deles perderem o fator do medo. "Os fãs realmente gostavam dos Borg, e nós gostávamos deles", comentou Moore, "Eles eram assustadores. Eles eram imparáveis. Inimigos perfeitos para uma história de filme".
Os roteiristas perceberam que o elemento da viagem no tempo poderia atuar como uma tentativa Borg de impedir que a humanidade alcançasse o espaço e se tornasse uma ameaça. Berman comentou que "Nossos objetivos naquele momento eram criar uma história que fosse maravilhosa e um roteiro que fosse [...] produzível dentro dos confins de orçamento de um filme Star Trek". Uma grande questão era escolher a época para onde os Borg viajariam. Berman sugeriu o Renascimento; os alienígenas tentariam impedir o surgimento da civilização europeia moderna. O primeiro rascunho da história era chamado Star Trek: Renaissance e tinha a tripulação da Enterprise perseguindo os Borg até sua colmeia dentro de um calabouço de castelo. O filme teria lutas de espada junto com feisers no século XV, enquanto Data tornaria-se um aprendiz de Leonardo Da Vinci. Moore tinha medo que essa ideia se tornasse muito exagerada e cafona. Ao mesmo tempo, Braga queria ver o "nascimento de Star Trek", quando os vulcanos e os humanos se encontraram pela primeira vez; ele disse que "aquilo, para mim, foi o que deixou fresca a história da viagem no tempo".
Através da ideia da gênese de Star Trek, a história central se tornou o teste de dobra de Zefram Cochrane e o primeiro contato da humanidade. Cochrane foi colocado em Montana de meados do século XXI a partir de pistas vindas de episódios anteriores, período em que os humanos estavam se recuperando de uma guerra devastadora. Os Borg atacariam o laboratório de Cochrane no primeiro rascunho com este novo cenário, deixando o cientista em coma; Jean-Luc Picard assumiria seu lugar e realizaria o teste de dobra para restaurar a linha do tempo. Nessa versão o capitão tinha um interesse amoroso com uma fotógrafa local chamada Ruby, enquanto William Riker lideraria a batalha contra os Borg dentro da Enterprise. Outro rascunho incluía o onipotente personagem Q, interpretado por John de Lancie. Os dois roteiristas olharam para esses roteiros iniciais e perceberam que muito trabalho precisava ser feito. Braga comentou que "Simplesmente não fazia sentindo [...] que Picard, o único cara que tem uma história com os Borg, nunca os encontre". Dessa forma os papéis de Picard e Riker foram invertidos e a história que se passa na Terra foi reduzida e contada de maneira diferente. Braga e Moore focaram o novo arco no próprio Cochrane, fazendo com que o futuro ideal de Star Trek viesse de um homem falho. A ideia dos Borg lutando entre pessoas com figurinos de época transformou-se na sequência de "Dixon Hill" no holodeque. O segundo rascunho se chamava Star Trek: Resurrection e foi julgado completo o bastante para que a equipe de produção começasse a planejar seus gastos. O filme recebeu um orçamento de 45 milhões de dólares, "consideravelmente mais" do que os 35 milhões de Generations; isso permitiu que a equipe planejasse uma maior quantidade de cenas de ação e efeitos especiais.

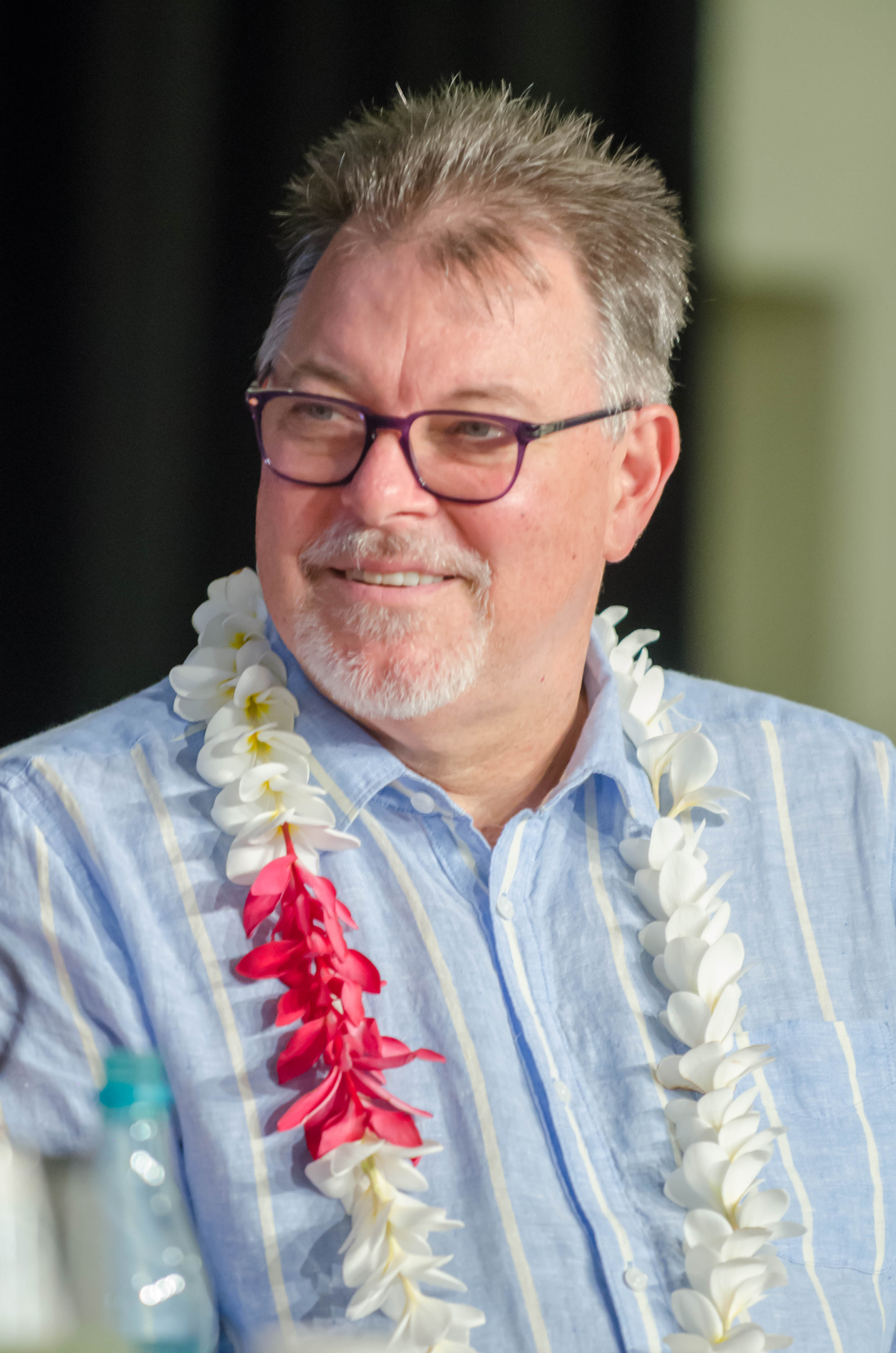
Jonathan Frakes estreou como diretor de cinema depois de ter dirigido vários episódios da série.

Braga e Moore queriam que o filme fosse facilmente acessível para qualquer espectador e funcionasse sozinho, mas que mesmo assim satisfizesse os fãs de Star Trek. A sequência de abertura do sonho de Picard foi adicionada para explicar o que havia acontecido com o personagem na série, já que grande parte de seu papel fazia referência ao episódio "The Best of Both Worlds". A dupla descartou a abertura original que teria estabelecido o que os personagens principais estiveram fazendo desde o último filme em favor de uma rápida introdução à história. Enquanto os roteiristas queriam preservar a ideia dos Borg serem uma coletividade irracional, Jonathan Dolgen, o chefe da Paramount na época, achou que o roteiro ainda não era dramático o bastante. Ele sugeriu adicionar um indivíduo Borg vilão com quem os outros personagens poderiam interagir, algo que levou à criação da Rainha Borg.
O ator Jonathan Frakes, membro do elenco principal que interpretou Riker na série e em Generations, foi escolhido para ser o diretor. Ele não foi a primeira escolha para o cargo; Ridley Scott e John McTiernan alegadamente recusaram o projeto. Patrick Stewart também se encontrou com um candidato em potencial e concluiu que ele "não conhecia Star Trek". Foi decidido ficar com alguém que compreendia o "gestalt de Star Trek", assim Frakes recebeu o cargo. O ator/diretor aparecia para trabalhar todos os dias às 6h30min da manhã. Uma das grandes preocupações durante a produção era a segurança – o roteiro de Generations tinha vazado na internet e grandes medidas foram tomadas para evitar que algo similar ocorresse. Algumas páginas foram distribuídas em papel vermelho para impedir que ela fosse copiada através de fotocópia ou fax; Frakes comentou que "Nós tivemos muitos problemas para lê-las".
Frakes tinha dirigido vários episódios de The Next Generation, Star Trek: Deep Space Nine e Star Trek: Voyager, porém First Contact foi seu primeiro longa-metragem. Enquanto na série ele tinha sete dias de preparo mais sete dias de filmagens para um episódio, no filme o diretor recebeu um período de dez meses de preparação seguidos por doze semanas de filmagens, precisando também se adaptar ao formato de tela 2.35:1 anamórfico ao invés do 1:33:1 usado na televisão. Para se preparar Frakes assistiu filmes como Jaws, Close Encounters of the Third Kind e 2001: A Space Odyssey, além das obras dos diretores James Cameron e Ridley Scott.
Vários títulos para o filme foram considerados ao longo das diversas revisões do roteiro, incluindo Star Trek: Borg, Star Trek: Destinies, Star Trek: Future Generations e Star Trek: Generations II. O título planejado de Star Trek: Resurrection foi abandonado quando a 20th Century Fox anunciou que o quarto filme da série Alien se chamaria Alien: Resurrection. O longa finalmente recebeu o título de First Contact em 3 de maio de 1996.

### Arte

A USS Enteprise-E foi desenhada para ser mais elegante que sua predecessora. A nave foi o último elemento adicionado à esta cena; a nebulosa ao fundo foi gerada por computação gráfica primeiro e depois a nave estelar foi adicionada.

First Contact foi o primeiro filme de Star Trek a usar significantemente modelos de naves estelares gerados por computador, apesar de miniaturas físicas ainda terem sido usadas para as naves mais importantes. A Enterprise-D tinha sido destruída durante os eventos de Generations e a tarefa de criar uma nova nave estelar ficou com o diretor de arte veterano da franquia Herman Zimmerman. A única diretriz colocada no roteiro sobre a aparência da nave era a frase "a nova Enterprise elegantemente sai da nebulosa". O projetistas trabalharam em parceria com o ilustrador John Eaves para criar a USS Enterprise-E como "suficientemente mais esguia, elegante e ameaçadora para responder a qualquer ameaça Borg que você possa imaginar". Braga e Moore queriam que ela fosse mais muscular e militarística. Eaves olhou para a estrutura das Enterprise anteriores e desenhou uma nave mais aerodinâmica e voltada para a guerra do que a Enterprise-D, reduzindo a área do pescoço e alongando as naceles. Eaves produziu entre trinta e quarenta desenhos até encontrar um projeto final que era de seu agrado e começou a fazer pequenas alterações. Rick Sternbach criou plantas para a nave e a partir delas a Industrial Light & Magic (ILM) fabricou uma miniatura de 3,2 metros de comprimento ao longo de um período de cinco meses. Os padrões do casco foram entalhados em madeira, em seguida juntados e armados em uma estrutura de alumínio. Os painéis do modelo foram pintados alternando esquemas foscos e lustrosos com o objetivo de adicionar maiores texturas. A equipe teve várias dificuldades para preparar a miniatura para as filmagens; os fabricantes originalmente queriam economizar tempo ao usarem fibra de vidro nas janelas, porém o material ficou viscoso. Ao invés disso a ILM cortou as janelas usando um laser. Imagens dos cenários foram adicionados atrás das janelas a fim do interior parecer mais dimensional quando a câmera passava ao longo da nave.
Nos filmes anteriores, a gama de naves da Frota Estelar foi representa predominantemente pela Enterprise da Classe Constitution e apenas outras cinco classes diferentes: a Classe Miranda apresentada em Star Trek II: The Wrath of Khan, as Classes Excelsior e Oberth introduzidas em Star Trek III: The Search for Spock e as Classes Nebula e Galaxy da série The Next Generation e que apareceram no filme Generations. O supervisor de efeitos visuais John Knoll insistiu que a batalha espacial de First Contact possuísse novas configurações de naves da Frota Estelar. Ele raciocinou dizendo que a "Frota Estelar provavelmente jogaria tudo que pudesse nos Borg, incluindo naves que nunca vimos antes [...] e eu percebi que não havia motivos para não fazermos alguns desenhos novos, já que boa parte das ações de fundo na batalha espacial precisariam ser feitas com naves geradas por computação e de qualquer forma construídas do zero". Alex Jaeger foi nomeado diretor artístico de efeitos visuais para o filme e recebeu a tarefa de criar quatro novos desenhos de naves estelares. A Paramount queria que elas fossem diferentes quando vistas à distância, assim Jaeger criou diferentes perfis de casco. Ele e Knoll decidiram que as novas naves obedeceriam certos precedentes de Star Trek, com um casco primário em disco e naceles de dobra alongadas e em pares. A Classe Akira contém uma seção do disco e naceles combinadas através de um casco duplo semelhante a um catamarã; a Classe Norway foi baseada na USS Voyager; a Classe Saber era uma nave menor com naceles que saiam das laterais da seção do disco; e a Classe Steamrunner tinha as naceles também saindo da seção do disco e conectadas com por um casco secundário na traseira. Cada desenho foi modelado digitalmente para uso no filme.
O filme também exigiu algumas naves menores. A nave de dobra Phoenix foi concebida como que se coubesse dentro de um velho míssil nuclear, significando que as naceles precisavam caber dentro de um espaço de três metros. Eaves tomou cuidado para enfatizar o aspecto mecânico da nave com o objetivo de sugerir que ela era uma tecnologia altamente experimental e não testada. Os rótulos da cabine da Phoenix foram tirados de manuais espaciais da McDonnell Douglas. Eaves considerou que a nave vulcana foi um desenho "divertido" de se trabalhar. Anteriormente, apenas outras duas grandes naves vulcanas tinham sido vistas em Star Trek, uma classe em The Next Generation e uma única nave em Star Trek: The Motion Picture. Os artistas decidiram se afastar do desenho tradicional pois o formato com dois motores já tinha sido visto várias vezes, criando um desenho mais artístico do que funcional. A nave incorporava elementos de uma estrela-do-mar e um caranguejo. A nave completa só foi feita em computação gráfica por causa de limitações orçamentárias. Apenas o pé de desembarque foi fabricado para que os atores pudessem interagir.
Os cenários do interior da Enterprise eram em sua maioria desenhos novos. A ponte de comando foi redesenhada com cores mais quentes para criar uma sensação mais confortável. Dentre as novas adições estava uma tela visualizadora holográfica que seria operada apenas quando ativada, deixando uma parede simples quando desligada. Novos monitores de computador com tela plana foram usados, ocupando menos espaço e dando à ponte um visual mais limpo. Os novos monitores também possibilitaram vídeos que simulavam uma interação com os atores. Os projetistas criaram uma sala de reuniões maior e menos espartana, mantendo alguns elementos tirados da série de televisão; Zimmerman colocou em uma das paredes um conjunto de miniaturas douradas e tridimensionais das naves e navios chamados Enterprise do passado. A sala de observação era similar ao seu desenho na Enterprise-D; o próprio cenário foi reutilizado da série, o único que não foi desmontado ao final das filmagens de Generations, porém foi expandido e pintado com cores diferentes. A engenharia era um grande cenário de três andares com corredores, átrio e o maior núcleo de dobra já construído na história da franquia até hoje. A engenharia foi depois equipada com alcovas para os zangões Borg, conduítes e a "mesa de assimilação" de Data para as filmagens durante seu estado corrompido pelos alienígenas. Alguns cenários já existentes foram utilizados para economizar dinheiro; a enfermaria era uma modificação do mesmo cenário usado em Voyager, enquanto as cenas dentro da USS Defiant foram filmadas no cenário normal desta construído para Deep Space Nine. Alguns dos desenhos e elementos foram inspirados na série Alien, Star Wars e 2001: A Space Odyssey.
A cena da caminhada espacial no exterior da Enterprise foi um dos cenários mais difíceis de serem projetados e construídos. A produção tinha de criar um traje espacial que fosse prático e não exagerado. Pequenos ventiladores foram instalados dentro dos capacetes para que os atores não ficassem com muito calor, enquanto luzes de neon ficavam na parte da frente para que os rostos dos ocupantes pudessem ser vistos. O desenho totalmente fechado dos trajes tornou a respiração dos atores difícil quando estes o vestiram pela primeira vez; Stewart ficou doente depois de um minuto, com as filmagens precisando ser interrompidas. O cenário para o casco externo da nave foi construído sobre giroscópios e dentro do maior estúdio da Paramount, cercado por uma tela azul e cheio de fios para as sequências de gravidade zero. O estúdio não era grande o bastante para acomodar uma réplica em tamanho real da antena defletora da Enterprise, assim Zimmerman precisou reduzir suas plantas em quinze por cento.

### Figurino e maquiagem
Os novos uniformes da Frota Estelar foram criados por Robert Blackman, figurinista veterano da franquia Star Trek. Já que ele ao mesmo tempo ainda estava trabalhando em Deep Space Nine e Voyager, as vestimentas que não pertenciam à Frota Estelar foram desenhadas por Deborah Everton, uma novata na série e que ficou responsável por mais de oitocentas roupas durante a produção. Everton recebeu a tarefa de melhorar os figurinos dos Borg para algo novo, mas que mesmo assim mantivesse o visual da série de televisão. Os volumosos trajes ficaram mais polidos e receberam luzes de fibra ótica. O aspecto de viagem do tempo da história necessitou de roupas de época para a metade do século XXI e para a recriação em holodeque de "Dixon Hill" na década de 1940. Um dos figurinos que Everton mais gostou de trabalhar foram os de Lily, pois a personagem passava por diversas mudanças ao longo do filme, mudando de um colete utilitário e calças para o glamouroso vestido usado durante a cena do holodeque.

O visual dos Borg foi melhorado e atualizado em relação ao que tinha sido anteriormente mostrado na série.

Everton e os maquiadores Michael Westmore, Scott Wheeler e Jake Garber queriam melhorar o visual pálido que os Borg tinham desde a segunda temporada de The Next Generation, criado pela necessidade de permanecerem dentro de um orçamento televisivo. Everton afirmou que, "Eu queria que parecesse que eles eram [assimilados] de dentro para fora ao invés de fora para dentro". Cada Borg tinha um desenho levemente diferente do outro, com Westmore criando uma aparência nova todos os dias para dar a impressão que os Borg tinham um exército, quando na realidade havia apenas entre oito e doze atores interpretando os papéis já que os figurinos e maquiagens eram muito caras para serem produzidas. Os Borg que ficavam no plano de fundo eram simulados através de manequins. Westmore pensou que já que eles tinham viajado pela galáxia, os Borg teriam assimilado outras espécies além dos humanos. Boa parte dos rostos dos Borg tinham sido cobertos com capacetes na série de televisão, porém os maquiadores retiraram os revestimentos de cabeça para First Contact e criaram versões assimiladas de alienígenas recorrentes de Star Trek como os klingons, bolianos, romulanos, bajorianos e cardassianos. Cada zangão também recebeu um implante ocular eletrônico. As luzes piscantes em cada olho foram programadas pelo filho de Westmore e repetiam os nomes de membros da equipe de produção em código Morse.
O tempo de maquiagem dos Borg aumentou de uma hora na série de televisão para cinco horas, além de trinta minutos necessários para colocar o figurino e mais noventa para remover a maquiagem ao final do dia. Apesar de Westmore ter estimado que uma produção ideal fosse composta por cinquenta maquiadores, First Contact teve que usar menos de dez na preparação e vinte artistas por dia. A equipe de Westmore começou a ficar mais criativa com as próteses apesar das longas horas e acabaram reduzindo o tempo de preparação. "Eles estavam usando dois tubos, e então eles estavam usando três tubos, e então eles estavam colando os tubos nas orelhas e pelo nariz", Westmore explicou, "E nós estávamos usando uma coloração caramelo grudenta, talvez usando um pouquinho dela, porém no momento que chegamos no final do filme estávamos com o negócio escorrendo pelo lado dos rostos [dos Borg] – parecia que eles estavam vazando óleo. Então, bem pro final, eles estavam mais ferozes".
A Rainha Borg foi um desafio pois ela precisava ser única dentre os Borg enquanto mantinha qualidades humanas; Westmore estava ciente de evitar comparações com filmes como Alien. A aparência final envolvia uma pele cinza pálida e uma cabeça oval alongada, com bobinas de fios no lugar de cabelo. Krige comentou que em seu primeiro dia com a maquiagem aplicada, "Eu vi todo mundo se encolhendo. Eu achei ótimo; eles fizeram isto, e eles próprios estão assustados!" Frakes percebeu que a personagem acabou sendo sedutora de modo perturbador, mesmo com sua aparência e comportamento malignos. Zimmerman, Everton e Westmore combinaram seus esforços a fim de criar as seções "borgficadas" da Enterprise para construir uma tensão e fazer com que o público pensasse que "[eles estão sendo alimentados] para os Borg".

### Filmagens
As filmagens ocorreram em um ritmo muito mais calmo do que em The Next Generation por causa do cronograma menos frenético; apenas quatro páginas de roteiro tinham de ser filmadas por dia, ao contrário das oito durante a série de televisão. O diretor de fotografia Matthew F. Leonetti  fez sua estreia na franquia Star Trek em First Contact; Frakes o contratou por admirar o trabalho dele em filmes anteriores como por exemplo Poltergeist e Strange Days. Leonetti não conhecia a mitologia de Star Trek quando foi abordado por Frakes pela primeira vez; para se preparar ele estudou os quatro filmes anteriores da série, cada um com um diretor de fotografia diferente: Donald Peterman em Star Trek IV: The Voyage Home, Andrew Laszlo em Star Trek V: The Final Frontier, Hiro Narita em Star Trek VI: The Undiscovered Country e John A. Alonzo em Star Trek Generations. Ele também passou vários dias nas gravações de Deep Space Nine e Voyager para observar os trabalhos.
Leonetti criou vários métodos de iluminação para os interiores da Enterprise durante operações padrão, "Alerta Vermelho" e luz de emergência. Ele pensou que já que a nave estava sendo tomada por uma entidade alienígena, ela precisava de uma iluminação e enquadramento mais dramáticos. Boa parte das imagens foram filmadas com lentes focais anamórficas de cinquenta e setenta milímetros, com lentes esféricas de catorze milímetros sendo usadas para os planos de ponto de vista dos Borg. Leonetti preferia filmar com lentes longas a fim de criar um sentimento mais claustrofóbico, porém tomou precauções para que isso não achatasse as imagens. Câmeras de mão foram usadas nas sequências de batalha para que assim os espectadores fossem levados para dentro da ação e também para que as câmeras pudessem seguir os movimentos dos atores. As cenas dos Borg foram bem recebidas em exibições teste do filme, assim uma cena de assimilação da tripulação da Enterprise foi adicionada após o fim das filmagens com o objetivo de aumentar a ação usando algum dinheiro que tinha sobrado no orçamento.

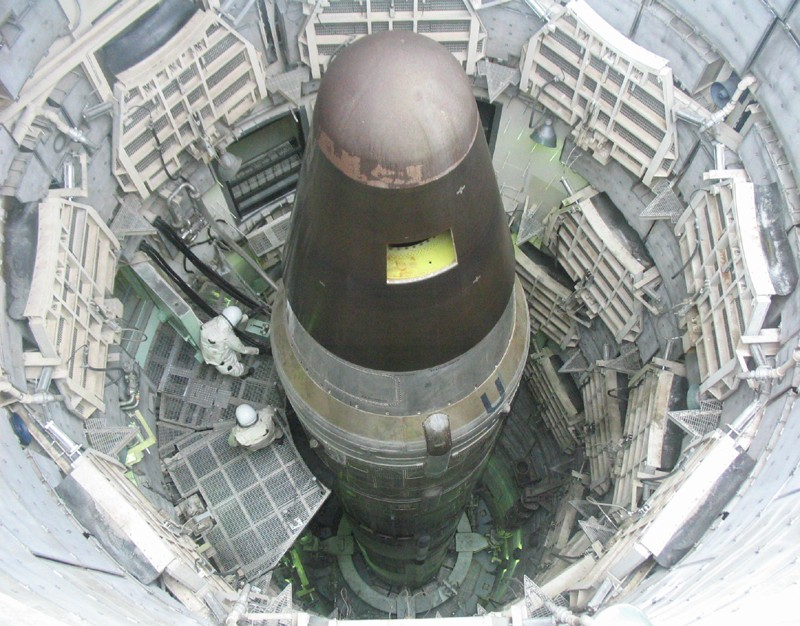
Uma cápsula de fibra de vidro foi adicionada no topo deste míssil Titan para convertê-lo na Phoenix.

A produção começou as filmagens em locação já que muitos cenários novos precisavam ser criados em estúdio. Quatro dias foram passados no Museu do Míssil Titan em Tucson, Arizona – um míssil nuclear desarmado que foi equipado com uma cápsula de fibra de vidro para que pudesse se passar pelo módulo de comando da Phoenix. O antigo silo do míssil foi usado como um grande cenário que de outra maneira teria sido impossível de se construir do zero com um orçamento limitado, porém o espaço reduzido criou dificuldades. Cada movimento de câmera foi planejado antecipadamente para trabalhar em torno das áreas em que a iluminação seria colocada, com eletricistas e outros membros da equipe usando arreios de escalada para se movimentarem pelo silo e cuidarem das luzes. Leonetti escolheu compensar a superfície metálica do míssil com cores complementares para dar ao foguete uma maior sensação de tamanho e lhe dar uma aparência futurista. O uso de gels de diferentes cores fez o Titan parecer mais cumprido do que realmente é; planos da Phoenix vistos de cima para baixo ou de baixo para cima foram filmados com lentes de trinta milímetros a fim de alongarem o míssil e complementar o efeito.
A equipe em seguida foi para a Floresta Nacional de Angeles filmar durante duas semanas no período noturno. Zimmerman criou um vilarejo com catorze cabanas para que o lugar se passasse por Montana; o elenco gostou das cenas pois era uma chance de escaparem de seus uniformes da Frota Estelar e usar roupas "normais". A última locação utilizada foi um restaurante art déco na Union Station em Los Angeles que serviu como a simulação de holodeque de Dixon Hill; Frakes queria um grande contraste com as cenas escuras e mecânicas dos Borg. Leonetti queria gravar essas cenas em preto e branco, porém os executivos da Paramount acharam as imagens teste "muito experimentais" e assim a ideia foi abandonada. O local impossibilitou o uso de luzes de alta potência, assim o diretor de fotografia optou por empregar luzes principais mais escuras perto do teto e aproveitar a grande janela para jogar através luzes difusas. Leonetti certificou-se de usar luzes sem coloração para dar à cena uma sensação branco e preto. "Eu gosto de criar separação com a iluminação em vez de usar cor", ele explicou, "Você não pode depender sempre de cor porque o ator pode começar a se dissolver com o fundo". Leonetti garantiu que os atores principais iriam se destacar do fundo ao separar as luzes de fundo. E equipe empregou uma orquestra de dez pessoas, quinze dublês e 120 figurantes. Dentre os figurantes estavam Braga, Moore e o coordenador de dublês Ronnie Rondell.
As filmagens em estúdio começaram assim que o trabalho nas locações foi encerrado com cenas na engenharia da Enterprise em 3 de maio. O cenário foi mantido menos de um dia em sua configuração perfeita antes de ser "borgficado". As filmagens então seguiram para a ponte de comando. Leonetti escolheu uma iluminação cruzada nos atores principais durante as operações normais da nave; isso forçou a remoção do teto do cenário para que as armações das luzes fossem colocadas pelas laterais. Essas luzes então foram direcionadas para os rostos do elenco em ângulos de noventa graus. O cenário era revestido com painéis equipados com luzes vermelhas, que piscavam intermitentemente durante o alerta vermelho. Essas luzes foram suplementadas por aquilo que o diretor de fotografia chamou de "luz interativa"; luzes vermelhas de gel colocadas fora do cenário e que criavam faixas piscantes pela ponte e na cabeça da tripulação. Para a invasão Borg, a luz se originava apenas de painéis de instrumentos e monitores de alerta vermelho. A luz de preenchimento dessas cenas foi reduzida para que o elenco passasse por pontos negros na ponte e outros interiores fora do alcance limitado dessas fontes de iluminação. Luzes pequenas de trinta e cinquenta Watts foram usadas para criar pontos de iluminação específicos nos cenários.
O próximo passo foram as filmagens das sequências de ação e a batalha pela Enterprise, uma fase que os cineastas chamara de "Inferno Borg". Frakes dirigiu as cenas dos Borg como se fosse um filme de terror, criando o máximo possível de suspense. Ele adicionou mais elementos cômicos nas cenas da Terra para poder equilibrar os dois lados do filme, sendo um alívio momentâneo intencional para o público de toda a tensão antes que esta aumentasse ainda mais. Leonetti reconfigurou a iluminação para refletir a tomada dos interiores da nave. "Quando a nave fica borgificada, tudo muda para um visual quadrado e robótico com arestas afiadas mas imagens arredondadas", explicou o diretor de fotografia. Ele iluminou os corredores a partir do chão com o objetivo de dar mais forma às paredes. Grande atenção foi prestada para esconder as armações da luzes já que os corredores eram pequenos e o teto seria visível em muitos dos planos.

"Nós estávamos em um círculo, que não tinha nenhuma geografia. Tínhamos nossos três heróis [Picard, Worf e Hawk] em trajes espaciais, que parecem idênticos então você não podia dizer quem era quem até chegar bem perto. Porém no momento que você chega perto, você acaba com todo o propósito de estar no lado de fora da nave, para poder ver as formas e as estrelas e a Terra pairando ao fundo. Foi um pesadelo de filmar e editar."

Jonathan Frakes sobre a cena da caminhada espacial
Para as cenas da caminhada espacial, o supervisor de efeitos visuais Ronald B. Moore passou duas semanas durante as filmagens em frente de uma tela azul com o cenário da antena defletora. Frakes considerou as filmagens dessa cena como as mais tediosas de todo o filme por causa da quantidade de preparação necessária para cada dia de trabalho. Já que todo o resto da Enterprise e a Terra ao fundo seriam adicionados posteriormente na pós-produção, ficou confuso para a equipe e os atores coordenarem os planos. Moore usou um computador com reproduções digitais do cenário para orientar a equipe e auxiliar Frakes na compreensão do como o produto final ficaria. Um ator amputado interpretou o Borg cujo braço é cortado por Worf a fim do efeito desejado ser representado da maneira mais fiel possível. Os sapatos dos atores tinham pesos para lembrá-los de se movimentarem lentamente como se estivessem usando botas de gravidade. Neal McDonough lembra que ele, Michael Dorn e Stewart perguntaram se podiam fazer as cenas sem os pesos de 4,5 a 6,8 quilogramas, já que "eles nos contrataram porque somos atores", porém a produção insistiu que eles os usassem.
O pesadelo Borg de Picard, a primeira cena do filme, foi na verdade a última a ser filmada. A cena é um plano sequência que começa na íris do olho do personagem e se afasta mostrando que ele está a bordo de uma nave Borg imensa. O plano continua a ir para trás e revela o exterior de uma nave. A cena foi inspirada por uma produção de Sweeney Todd: The Demon Barber of Fleet Street na Broadway em que o cenário envolvia a plateia, criando um sentimento maior de realismo. A  sequência foi filmada como três elementos separados que depois foram unidos com efeitos visuais. A equipe usou lentes de cinquenta milímetros para que os efeitos do close fossem facilmente dissolvidos com os outros elementos. A câmera começou no olho de Stewart e recuou 7,6 metros, fazendo com que a luz principal aumentasse de intensidade em mil velas para que houvesse profundidade o bastante para manter o olho em foco. A superfície do estúdio mostrou-se muito irregular para que o movimento suave necessário fosse realizado para a equipe de efeitos, que precisava de uma tomada estável para que ela fosse combinada com uma imagem computadorizada do olho de Picard. O trilho da câmera foi elevado do chão do estúdio e colocado sobre uma camada dupla de contraplacado de bétula, escolhida por sua suavidade. Todo o cenário construído para a cena tinha trinta metros de largura por 7,6 metros de altura; as lacunas deixadas pelo movimento de câmera foram preenchidas digitalmente. As filmagens principais se encerraram em 2 de julho de 1996, dois dias atrasada mas mesmo assim ainda dentro do orçamento.

### Efeitos

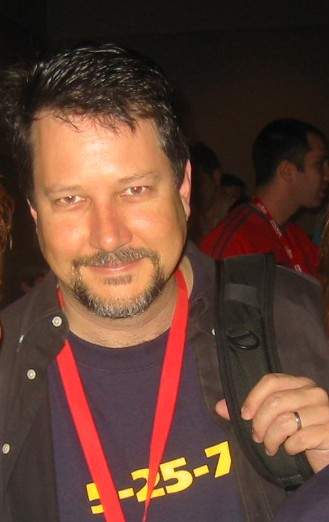
John Knoll trabalhou como o supervisor de efeitos visuais.

A grande maioria dos efeitos visuais de First Contact foram produzidos pela Industrial Light & Magic (ILM) sob a direção do supervisor de efeitos visuais John Knoll. Sequências de efeitos menores, como por exemplo disparos de feiser, gráficos de computador e efeitos de teletransporte, foram delegados para uma equipe liderada pelo supervisor de efeitos visuais David Takemura. Frakes estava acostumado a dirigir episódios da série de televisão e frequentemente precisou ser lembrado pelo artista de efeitos Terry Frazee a "pensar grande, explodir tudo". A maioria das sequências de efeitos foram planejadas usando animações em computação gráfica de baixa resolução. Esses storyboards animados estabeleceram a duração, ação e composição das cenas, permitindo que os produtores e diretor determinassem como todas as sequências ficariam antes mesmos delas serem filmadas.
First Contact foi o último filme da franquia Star Trek a ter um modelo físico para a Enterprise. A equipe de efeitos combinou tomadas de controle de movimento da miniatura com um fundo gerado por computação gráfica para poder criar a primeira cena da nave no filme. O supervisor de sequências Dennis Turner, que havia criado faixa de energia em Generations e se especializou na criação de fenômenos naturais, foi encarregado de criar a nebulosa, que foi moldada a partir da Nebulosa da Águia. As colunas nebulares e áreas sólidas foram moldadas com uma estrutura de arame básica, enquanto sombreadores de superfície foram aplicados nas bordas para que a nebulosa brilhasse. Um renderizador de partículas da ILM concebido originalmente para o filme Twister foi empregado na criação do visual turbulento dentro da nebulosa. Assim que as filmagens da Enterprise foram capturadas, Turner inseriu a nave no fundo computadorizado e alterou suas posições até que as duas imagens combinassem.
A lenta passagem da Enterprise pela tela em sua primeira aparição foi responsabilidade do diretor de fotografia de efeitos visuais Marty Rosenberg, que cuidou de todas as miniaturas, explosões e alguns dos elementos reais em tela azul. Rosenberg anteriormente tinha filmado alguns dos efeitos da Enterprise-D em Generations, porém precisou ajustar suas técnicas com o novo modelo; o diretor de fotografia usou lentes de cinquenta milímetros em vez das de 35 milímetros empregadas no filme anterior pois as lentes menores fizeram com que o disco da nave parecesse esticado. Rosenberg preferiu passagens de controle de movimento das naves no lugar de versões em computação gráfica, já que era muito mais fácil capturar grandes níveis de detalhes em modelos físicos do que tentar recriá-los no computador.
Knoll insistiu no uso de closes próximos da nave Borg durante a sequência da batalha espacial, necessitando de um modelo físico. A ILM criou uma miniatura de 76 centímetros e adicionou mais doze centímetros de latão causticado sobre uma caixa de luz de néon que serviu de iluminação interna. O supervisor de efeitos queria que a nave parecesse maior do que realmente era, então nas filmagens ele sempre a colocou com uma das extremidades apontando para a câmera como a proa de um navio e enquadrou o Cubo Borg de modo que suas laterais saíssem da imagem. Rosenberg filmou a nave com uma luz mais dura para que ela ganhasse mais profundidade e textura. Ele comentou: "Eu criei essa luz de fundo três-quartos muito estranha que vinha do lado direito ou esquerdo, algo que equilibrei com redes e algumas luzes pequenas. Eu queria que tivesse um visual assustador e misterioso, então ela foi iluminada como um ponto e sempre tínhamos a câmera inclinada; nunca tivemos ela vindo reto para nós". Luzes pequenas presas na superfície do Cubo ajudaram a criar interesses visuais e transmitir sua escala; a nave foi deliberadamente filmada em passagens mais lentas diferente das naves da Federação com quem estava lutando. O impacto dos danos no Cubo Borg foi simulado com um modelo separado de 150 centímetros. Esta miniatura tinha áreas especificas que podiam ser explodidas várias vezes sem danificar o modelo. Rosenberg filmou dez miniaturas de 76 centímetros para a explosão final da nave usando explosivos de revestimento leve. Os Cubos foram suspensos com canos numa altura de dezoito metros acima da câmera no chão. Um vidro protetor foi colocado na frente da lente para evitar danos, enquanto a câmera em si foi revestida de madeira compensada para protegê-la de pedaços de plástico que caiam de cada explosão. A Esfera Borg era uma miniatura de trinta centímetros que foi filmada separadamente do Cubo e foi adicionada digitalmente na pós-produção. O vórtice temporal criado pelos Borg foi simulado com um efeito de reentrada de foguete na atmosfera; ondas de choque se formavam na frente da nave e então seguiam para trás em alta velocidade. Luzes interativas foram jogadas sobre o modelo digital da Enterprise para o momento em que ela é pega no vórtice.
A miniatura da Enterprise também foi utilizada na sequência da caminhada espacial. Foi difícil fazer o modelo parecer realista em imagens extremamente próximas mesmo usando a miniatura grande. Para realizar o plano que se afasta da nave, a câmera precisava estar milímetros de distância do modelo. A pintora Kim Smith passou vários dias trabalhando em uma área minúscula da Enterprise com o objetivo de adicionar detalhes de superfície suficientes, porém mesmo assim o foco da câmera mal era adequado. A equipe usou lentes grande angulares para compensar e filmaram a cena com a maior abertura possível. Os segmentos reais dos atores caminhando pelo casco foram colocados digitalmente. Planos abertos usaram imagens de dublês caminhando  por uma grande tela azul erguida no estacionamento da ILM durante a noite.
A ILM também ficou encarregada de imaginar como seria a assimilação imediata de algum membro da tripulação da Enterprise. Alex Jaeger teve a ideia de um conjunto de cabos que saiam das articulações de um Borg e se enterravam no pescoço de uma pessoal normal. Tubos parecidos com buracos de minhoca correriam pelo corpo da vítima enquanto dispositivos eletrônicos rasgariam a pele. Toda a transformação foi criada usando imagens em computação gráfica. A geometria dos tubos foi animada sobre o rosto do ator e então misturadas com a adição de uma textura de pele humana. A gradual mudança no tom da pele foi alcançada por meio de sombreadores.

Alice Krige com uma roupa azul durante as filmagens da cena de introdução da Rainha Borg. A cena demorou cinco meses para ser completada.

Frakes considerou a entrada da Rainha Borg – em que sua cabeça, ombros e espinha metálica são abaixados por cabos e presos no resto do corpo – como o efeito visual mais marcante do filme. A cena foi difícil de ser executada e demorou cinco meses para ser finalizada. Jaeger concebeu um equipamento que abaixaria Krige no cenário usando uma roupa azul, com a equipe de efeitos podendo aplicar uma espinha protética e depois remover o corpo inferior da atriz. Essa estratégia permitiu que os cineastas incorporassem o maior número possível de elementos reais sem precisar recorrerem a mais efeitos visuais. Krige precisou estender seu pescoço para frente a fim de ficar alinhada com a espinha e deixar as próteses no ângulo correto quando seu corpo fosse removido digitalmente. Knoll não queria que a cena parecesse que a Rainha estava em um equipamento mecânico complexo: "queríamos que ela tivesse uma 'flutuação' apropriada". Ele filmou o torso superior e inferior e uma sequência secundária com o corpo inteiro de Krige usando diferentes passagens de controle de movimento. Uma versão digital do corpo Borg foi usado enquanto a cabeça era baixada, sendo então fundido com o corpo real da atriz assim que há a conexão das partes. As garras animadas foram criadas digitalmente. Como referência aos animadores, a tomada precisava que Krige interpretasse realisticamente "a estranha dor ou satisfação de ser reconectada com seu corpo".

### Música

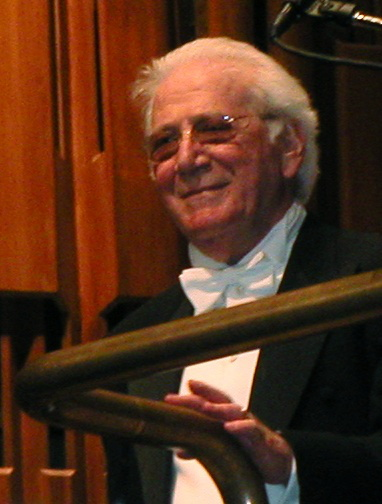
Jerry Goldsmith colaborou com seu filho Joel para criar a trilha sonora de First Contact.

O compositor Jerry Goldsmith compôs a trilha sonora original de First Contact, seu terceiro filme na franquia Star Trek. Ele criou um tema principal arrebatador que começa com o tema clássico de Alexander Courage para a série original. O compositor escolheu fazer um tema pastoral ligado às esperanças do primeiro contato da humanidade ao invés de compor um tema ameaçador para ressaltar os Borg. Essa música emprega um tema de quatro notas usado por Goldsmith na trilha de The Final Frontier, que em First Contact é usado como um tema de amizade  e uma ligação temática geral. Uma marcha ameaçadora com toques de sintetizadores foi utilizada para representar os Borg. Além de compor peças novas, o compositor também usou músicas de suas trilhas anteriores de Star Trek, incluindo seu tema principal para The Motion Picture. O tema dos klingons deste mesmo filme também foi usado em First Contact para representar Worf.
O já curto cronograma de quatro semanas de produção da trilha foi reduzido para apenas três devido aos atrasos em The Ghost and the Darkness. Berman ficou preocupado sobre a música de First Contact, porém Goldsmith contratou seu filho Joel Goldsmith para auxiliá-lo. O compositor mais jovem criou peças adicionais para o filme, escrevendo três faixas baseadas nos temas de seu pai, totalizando 22 minutos de música. Joel usou variações do tema dos Borg e também do tema klingon para quando Worf está lutando mano-a-mano; pai e filho haviam decidido usar este último tema separadamente apenas para Worf. Joel escreveu uma peça com cordas e clarinetes para quando os Borg invadem a enfermaria e o holograma médico os distrai, porém a faixa não foi utilizada. Enquanto o filho cuidou de muitas das partes de ação do filme, o pai contribuiu com a cena da caminhada espacial e a sequência do voo da Phoenix. Goldsmith usou eletrônicos de baixo registro pontuados por punhaladas violentas e dissonantes de cordas durante a luta no escudo defletor.
Quebrando a tradição da série Star Trek, a trilha sonora também incorporou duas canções licenciadas: "Ooby Dooby" de Roy Orbison e "Magic Carpet Ride" de Steppenwolf. Neil Norman, então presidente da gravadora GNP Crescendo Records, explicou que a decisão de incluir as faixas foi controversa, porém afirmou que "Frakes fez o trabalho mais incrível de integrar essas duas canções dentro da história, então nós precisávamos usá-las".
A GNP lançou um álbum da trilha de First Contact em 2 de dezembro de 1996. Ele contém 51 minutos de música, com 35 minutos sendo composições de Jerry Goldsmith, dez minutos de trabalhos adicionais de Joel Goldsmith, além de "Ooby Dooby" e "Magic Carpet Ride". O disco também vinha com um CD-ROM de conteúdos extras acessível apenas através de um computador pessoal, possuindo entrevistas com Berman, Frakes e Goldsmith. A GNP acabou lançando em abril de 2012 uma edição limitada contendo a trilha sonora completa do filme, remasterizada pelo engenheiro sonoro Bruce Botnick e acompanhada por um folheto de dezesseis páginas de comentários e notas por Jeff Bond e John Takis. O álbum expandido tem 79 minutos de duração e também contém três faixas alternativas.

## Temas

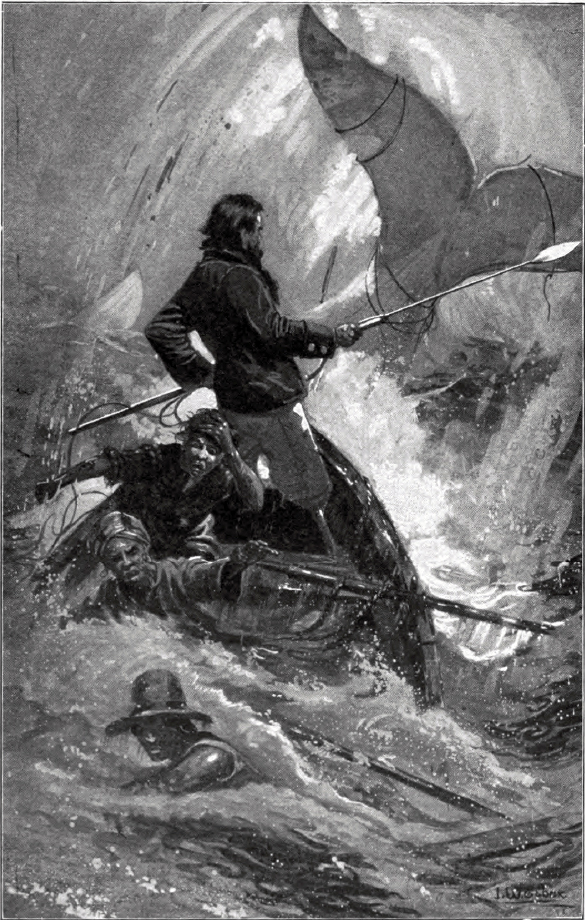
First Contact faz referências diretas ao romance Moby Dick, criando um paralelo entre Picard e Ahab.

Frakes acredita que os temas principais de First Contact – e de Star Trek como um todo – são lealdade, amizade, honestidade e respeito mútuo. Isso fica evidente no filme quando Picard escolhe resgatar Data em vez de evacuar a nave com o resto da tripulação. A história faz uma comparação direta do ódio que Picard sente pelos Borg e sua recusa em destruir a Enterprise com o capitão Ahab do romance Moby Dick de Herman Melville. O momento marca um ponto de mudança em First Contact já que a mentalidade do personagem muda, simbolizada pela ação dele abaixar sua arma. Uma referência similar a Moby Dick foi feita em Star Trek II: The Wrath of Khan; apesar de Braga e Moore não desejarem repeti-la, eles decidiram que funcionava tão bem que não podia ser deixada de fora.
Os Borg, uma espécie individualmente inescrutável e sem rosto, preenchem em First Contact um papel equivalente à baleia branca da obra de Melville. Picard, assim como Ahab, foi ferido por seu nêmese e a autora Elizabeth Hinds diz que faz sentido que o personagem deva "optar pela alternativa da perseverança de permanecer a bordo da nave e lutar" contra os Borg ao invés de escolher a opção mais sensível de destruir a Enterprise. Várias falas do filme referem-se aos moradores do século XXI como sendo primitivos, com as pessoas do século XXIV tendo evoluído para uma sociedade utópica. No final é Lily, uma mulher do passado, que mostrar a Picard, um homem do futuro, que sua busca por vingança é o comportamento primitivo que os humanos evoluíram para não usar. As afirmações de Lily fazem Picard reconsiderar e ele cita as palavras de vingança de Ahab, reconhecendo o desejo de morte que elas carregam.
A natureza dos Borg, especificamente como vista em First Contact, já foi assunto de discussões críticas. A autora Joanna Zylinska percebe que apesar de outras espécies alienígenas serem toleradas pelos humanos em Star Trek, os Borg são vistos de maneira diferente por causa de suas alterações cibernéticas e pela perda de autonomia e liberdade pessoais. Membros da tripulação que são assimilados para dentro da coletividade são subsequentemente vistos como "poluídos pela tecnologia" e menos humanos. Zylinska faz comparações entre a distinção tecnológica da humanidade e máquinas em Star Trek com o trabalho de artistas como Stelarc. Oliver Marchart faz paralelos entre a combinação de muitos no Um artificial dos Borg com o conceito do Leviatã de Thomas Hobbes. Patrice Caldwell considera a natureza periculosa do primeiro contato entre espécies, como representada em Independence Day, Aliens e First Contact, como o casamento do medo clássico da invasão nacional e a perda da identidade pessoal.

## Lançamento
O ano de 1996 marcou o trigésimo aniversário da franquia Star Trek. First Contact recebeu uma grande campanha de divulgação em uma escala não vista desde o lançamento de Star Trek: The Motion Picture em 1979. Várias romantizações do filme foram escritas para diferentes públicos alvo. A Playmates Toys produziu bonecos de brinquedo em diferentes tamanhos além de modelos das naves e um feiser. Dois especiais de televisão sobre os bastidores foram exibidos na HBO e no Sci-Fi Channel, além do filme ter sido promovido durante um especial dos trinta anos da série transmitido na UPN. Um trailer de First Contact foi incluído no álbum compilação The Best of Star Trek: 30th Anniversary Special!, lançado na mesma época que a trilha sonora do filme. A publicadora Simon & Schuster Interactive desenvolveu um jogo eletrônico baseado nos Borg e lançado para Microsoft Windows e Macintosh. Chamado Star Trek: Borg, ele funcionava como um filme interativo com cenas gravadas ao mesmo tempo que a produção do filme. A Paramount também divulgou First Contact pela internet através do website oficial do filme, que teve uma média de 4,4 milhões de acessos durante a semana de estreia, o maior tráfego em uma página sobre um filme na história até então.
O filme estreou na América do Norte em 18 de novembro de 1996 no Mann's Chinese Theater em Hollywood, Los Angeles. Todo o elenco principal com a exceção de Brent Spiner estava presente, além de Braga, Moore, Goldsmith e o produtor executivo Marty Hornstein. Outros atores de Star Trek presentes incluíam DeForest Kelley, Avery Brooks, René Auberjonois, Colm Meaney, Terry Farrell, Armin Shimerman, Kate Mulgrew, Roxann Dawson, Robert Duncan McNeill, Jennifer Lien, Ethan Phillips, Robert Picardo, Tim Russ e Garrett Wang. Depois da exibição, 1500 convidados cruzaram a rua para o Hollywood Colonnade, onde os interiores tinham sido modificados para se assemelharem a cenários do filme: o clube do holodeque, parte da ponte de comando, uma "sala estelar", a colmeia Borg e um lounge temático. First Contact também recebeu uma estreia real no Reino Unido, com a primeira exibição contando com a presença de Carlos, Príncipe de Gales.

### Bilheteria
First Contact foi lançado na América do Norte em 22 de novembro de 1996 em 2.812 cinemas, arrecadando 30,7 milhões de dólares e chegando no topo da bilheteria doméstica dos Estados Unidos. O filme foi tirado da primeira posição na semana seguinte pela estreia de 101 Dalmatians, ganhando 25,5 milhões de dólares. First Contact arrecadou 77 milhões em suas quatro primeiras semanas, permanecendo entre os dez filmes de melhor bilheteria durante esse período. Ele encerrou sua exibição tendo ganho 92 milhões dólares dentro dos Estados Unidos mais 54 milhões internacionalmente, chegando a um total mundial de pouco mais de 146 milhões de dólares. O filme foi o longa-metragem de Star Trek com melhor desempenho internacional até Star Trek de 2009, sendo o melhor filme da Paramount em mercados como a Nova Zelândia, em que arrecadou 315.491 dólares em 28 cinemas até o final do ano.

### Crítica
First Contact foi bem recebido pela crítica ao ser lançado. Riley Gilbey do The Independent considerou que o filme foi sábio ao dispensar o elenco da série original; ele escreveu, "Pela primeira vez, um filme de Star Trek parece com alguma coisa mais ambiciosa do que um programa de TV". Inversamente, Bob Thompson do Toronto Sun achou que First Contact estava mais no espírito da série clássica da década de 1960 do que qualquer um dos filmes anteriores. Elizabeth Renzetti para o The Globe and Mail afirmou que o longa foi bem sucedido em se aprimorar em relação ao "empolado" filme anterior, possuindo um interesse renovado na narrativa. Kenneth Turan do Los Angeles Times escreveu que "First Contact faz tudo o que você queria que um filme de Star Trek fizesse, e o faz com alegria e estilo". Do The Age, Adrian Martin achou que o filme foi voltado para agradar os fãs: "Estranhos a este mundo fantástico delineado primeiramente por Gene Roddenberry terão que se esforçar para entenderem o melhor que podem", ele escreveu, porém "seguidores estarão no paraíso". Janet Maslin do The New York Times disse que o "enredo complicado irá vai confundir todos menos os bem devotos" da série, porém Joe Leydon da Variety escreveu que First Contact não necessitava de grande conhecimento sobre a série e que tanto fãs quanto leigos iriam aproveitar. Renzetti achou que a falta de personagens antigos dos sete filmes anteriores foi uma mudança bem-vinda, enquanto Maslin sentiu que com a falta do elenco original, "Agora falta à série [...] muito de sua determinação anterior. Ela se transformou em algo menos inocente e mais derivativo do que costumava ser, algo que o não-cultista sempre é menos propenso a desfrutar". Por outro lado, Roger Ebert chamou First Contact de um dos melhores filmes da franquia e James Berardinelli achou que foi o filme de Star Trek mais divertido em uma década; "Ele sozinho revitalizou a série de filmes Star Trek, pelo menos do ponto de vista criativo".
A atuação do filme foi recebida de forma mista. Lisa Schwarzbaum da Entertainment Weekly gostou que os atores convidados Alfre Woodard e James Cromwell foram usados em "contrastes inventivos" de suas imagens mais bem conhecidas, respectivamente uma "atriz dramática séria" e um "fazendeiro dançarino em Babe". Lloyd Rose do The Washington Post achou que apesar de Woodard e Cromwell terem conseguido "cuidarem de si mesmos", a direção de Frakes para os outros atores foi menos inspirada. Steve Persall do St. Petersburg Times opinou que apenas Cromwell recebeu um bom papel no filme, "então ele automaticamente rouba a cena". Algumas resenhas salientaram que as interações de Data com a Rainha Borg estavam entre as partes mais interessantes de First Contact; o crítico John Griffin creditou a interpretação de Spiner como tendo proporcionado um "arrepio ambivalente" ao longa. Adam Smith da Empire escreveu que alguns personagens, particularmente Troi e Crusher, foram perdidos ou ignorados, e que o ritmo rápido do filme não deu tempo àqueles não familiares com os personagens que conhecessem e se importassem com eles. Da mesma forma, Emily Carlisle da BBC elogiou as performances de Woodward, Spiner e Stewart, porém achou que o filme focava-se mais na ação do que na caracterização. Stewart, quem Thompson e Renzetti consideraram que foi ofuscado por William Shatner em Generations, foi elogiado por Richard Corliss da Time: "Enquanto Patrick Stewart entrega uma fala com uma ferocidade majestosa digna de um ex-aluno da Royal Shakespeare Company, o público fica boquiaberto de admiração para um efeito especial mais imponente do que qualquer outro rabisco digital da ILM. Aqui está atuação de verdade! Em um filme de Star Trek!"
Os efeitos especiais foram elogiados de forma geral. Jay Carr do The Boston Globe disse que First Contact foi bem sucedido em atualizar o conceito de Gene Roddenberry com efeitos elaborados e ação. A avaliação de Thompson foi semelhante; ele concordou que o filme conseguiu transmitir muito da série de televisão da década de 1960 e continha "maravilhas de efeitos especiais e tiroteios interestelares [suficientes]" para agradar todos os tipos de espectadores. Ebert escreveu que enquanto o filme anterior parecia "desajeitado" no departamento de efeitos, First Contact se beneficiava das últimas inovações em tecnologia. Uma opinião diferente veio de Smith, que escreveu que com a exceção das sequências de efeitos principais, Frakes "procura distrair os trekkers do restante nitidamente barato".
Os críticos também receberam os Borg de maneira positiva, descrevendo-os como criaturas semelhantes às vistas em Hellraiser. Renzetti os creditou por terem soprado uma "vida nova" para a tripulação da Enterprise enquanto ao mesmo tempo tentavam matá-los. A Rainha Borg foi alvo de atenção especial por causa de sua combinação de horror e sedução; Ebert considerou que apesar da personagem "não parecer com nenhuma noção de sensualidade que eu já ouvi falar", ele foi inspirado a "manter uma mente aberta". Carr escreveu que "ela prova que mulheres com uma pele azul membranosa, muitos tubos externos e dentes ruins podem ser elegantemente sedutoras".

### Prêmios
Michael Westmore, Scott Wheeler e Jake Garber fora indicados ao Oscar de Melhor Maquiagem por seu trabalho em First Contact, porém perderam para The Nutty Professor. O filme foi indicado a dez Prêmios Saturno, incluindo Melhor Filme de Ficção Científica, Melhor Ator para Stewart e Melhor Diretor para Frakes, vencendo nas categorias de Melhor Figurino, Melhor Ator Coadjuvante para Spiner e Melhor Atriz Coadjuvante para Krige. Goldsmith venceu o Prêmio de Música de Cinema da BMI por sua trilha, com Frakes, Braga, Moore e Berman também sendo indicados ao Prêmio Hugo de Melhor Apresentação Dramática.

### Home video
First Contact foi lançado em VHS na segunda metade de 1997 como um dos vários títulos esperados para impulsionar as vendas lentas dos revendedores. Uma versão em LaserDisc também foi lançada em 1998. O filme estava entre os primeiros títulos anunciados em 1998 no DIVX, um sistema alternativo de aluguel de DVDs. Ele foi lançado junto com outros cinco filmes em mercados selecionados de Richmond e São Francisco.
A Paramount anunciou em agosto de 1998 sua primeira leva de lançamentos em DVD, com First Contact estando entre os dez títulos lançados em outubro com o objetivo de demonstrar filmes com uma grande quantidade de efeitos. Essa versão continha o longa e dois trailers, porém nenhum outro conteúdo adicional. First Contact foi apresentado no formato de tela anamórfico 2.35:1 com som surround Dolby Digital 5.1.
Uma "Edição Especial de Colecionador" de First Contact com dois discos foi lançada em 2005 junto com os outros três filmes estrelando o elenco de The Next Generation e também com a quarta temporada de Star Trek: Enterprise, fazendo com que fosse a primeira vez que todos os filmes e episódios da franquia Star Trek estivessem disponíveis em home video. Além do longa, apresentado com as mesmas especificações técnicas dos lançamentos anteriores e com uma nova trilha sonora DTS, o primeiro disco continha duas faixas de comentários em áudio, uma com Frakes e outra com Braga e Moore. Assim como outros lançamentos em DVD da franquia, o disco também inclui uma faixa de comentários em texto por Michael e Denise Okuda com informações sobre a produção e outros fatos relevantes sobre o universo Star Trek. O segundo disco contém seis documentários sobre os bastidores, storyboards e trailers.
Todos os quatro filmes de The Next Generation foram lançados em Blu-ray no dia 22 de setembro de 2009 em antecipação ao lançamento de home video do filme Star Trek. First Contact foi  apresentado com uma resolução em alta definição de 1080p e áudio 5.1 Dolby TrueHD. Além dos mesmos conteúdos extras presentes na edição de colecionador, esta nova versão contém uma entrevista com Spiner sobre seu personagem Data, um documentário sobre o trabalho da ILM e uma faixa de comentário em áudio com Damon Lindelof e Anthony Pascale. Ele foi vendido individualmente ou junto com os outros três longas em um pacote chamado Star Trek: The Next Generation Motion Picture Collection. A versão Blu-ray também foi incluída em setembro de 2013 no pacote especial Star Trek: Stardate Collection que vinha com todos os primeiros dez filmes da franquia.